# Жайилма (Жанакорганський район)
Жайилма́ (каз. Жайылма) — село у складі Жанакорганського району Кизилординської області Казахстану. Адміністративний центр та єдиний населений пункт Жайилминського сільського округу.
У радянські часи село називалось Мирзатай.
Населення — 1489 осіб (2021; 1242 у 2009, 1145 у 1999, 938 у 1989).